# Mine marine

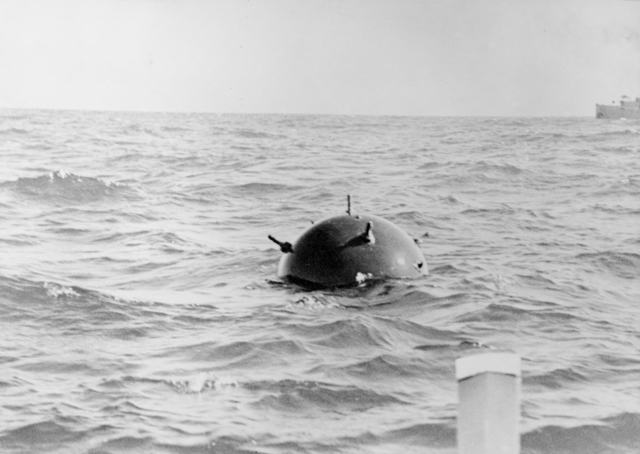
Mine marine allemande flottant en surface dans les eaux australiennes pendant la Seconde Guerre mondiale.

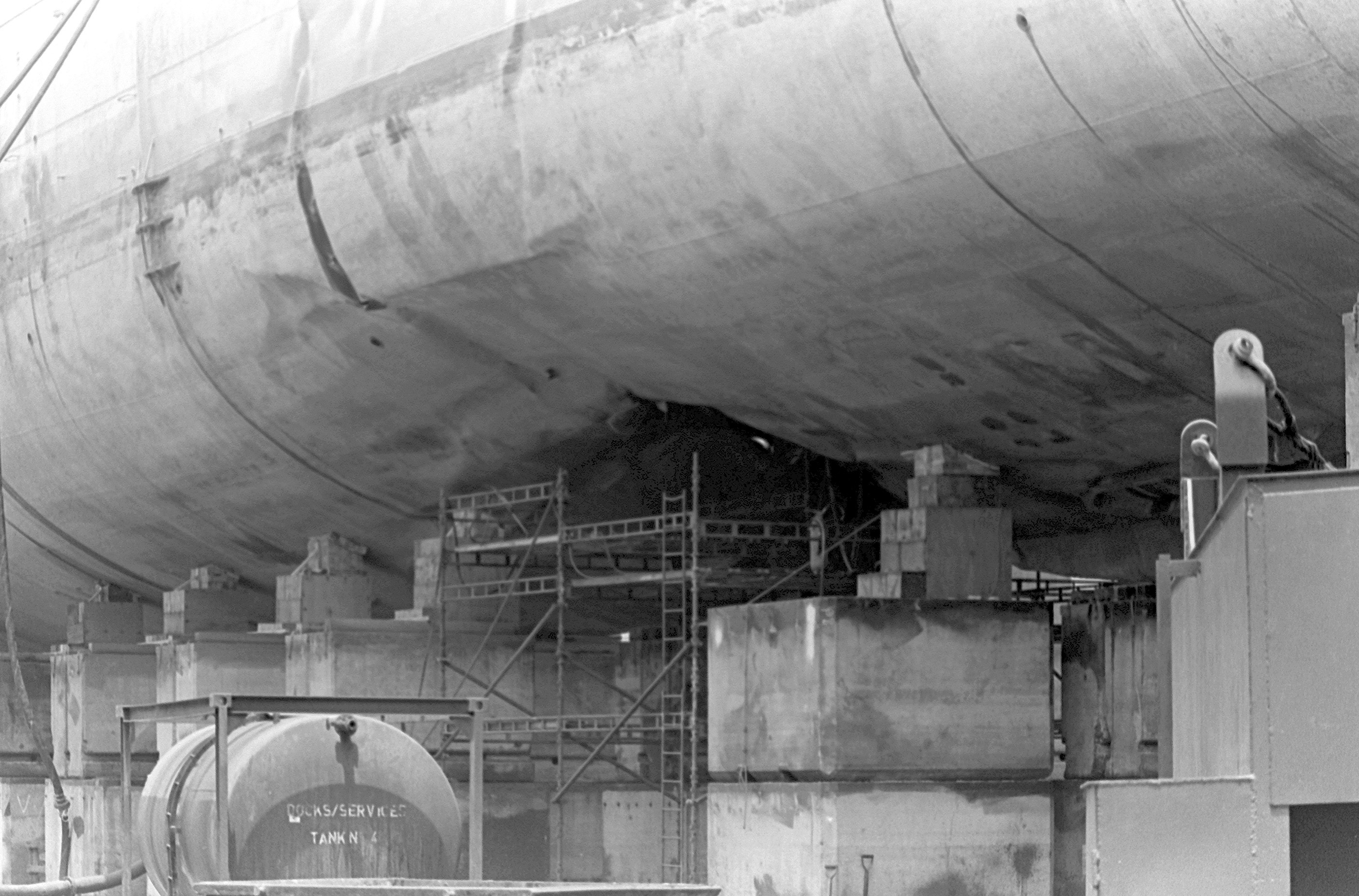
Exemple de dégâts matériels induits par l'explosion d'une mine. Ici, une frégate de la classe Oliver Hazard Perry touchée par une mine durant la guerre Iran-Irak.

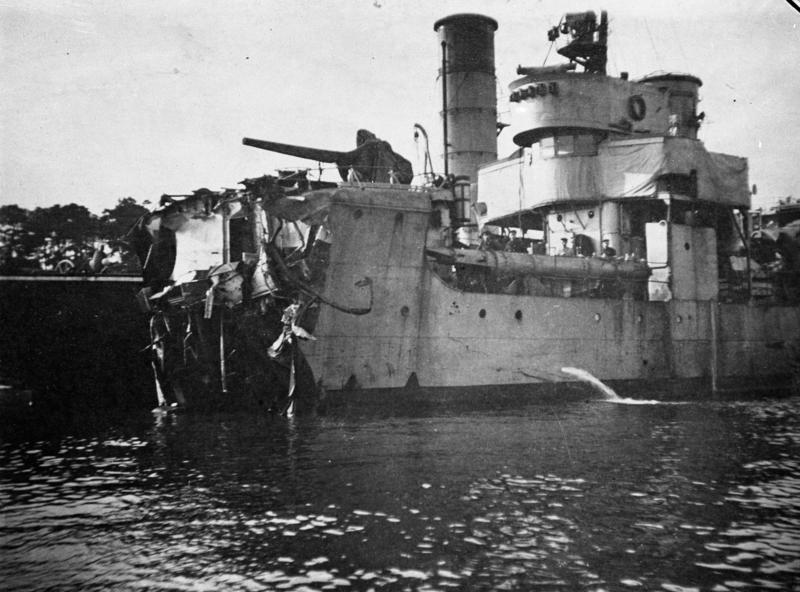
État d'un torpilleur allemand ayant touché une mine (Première Guerre mondiale).

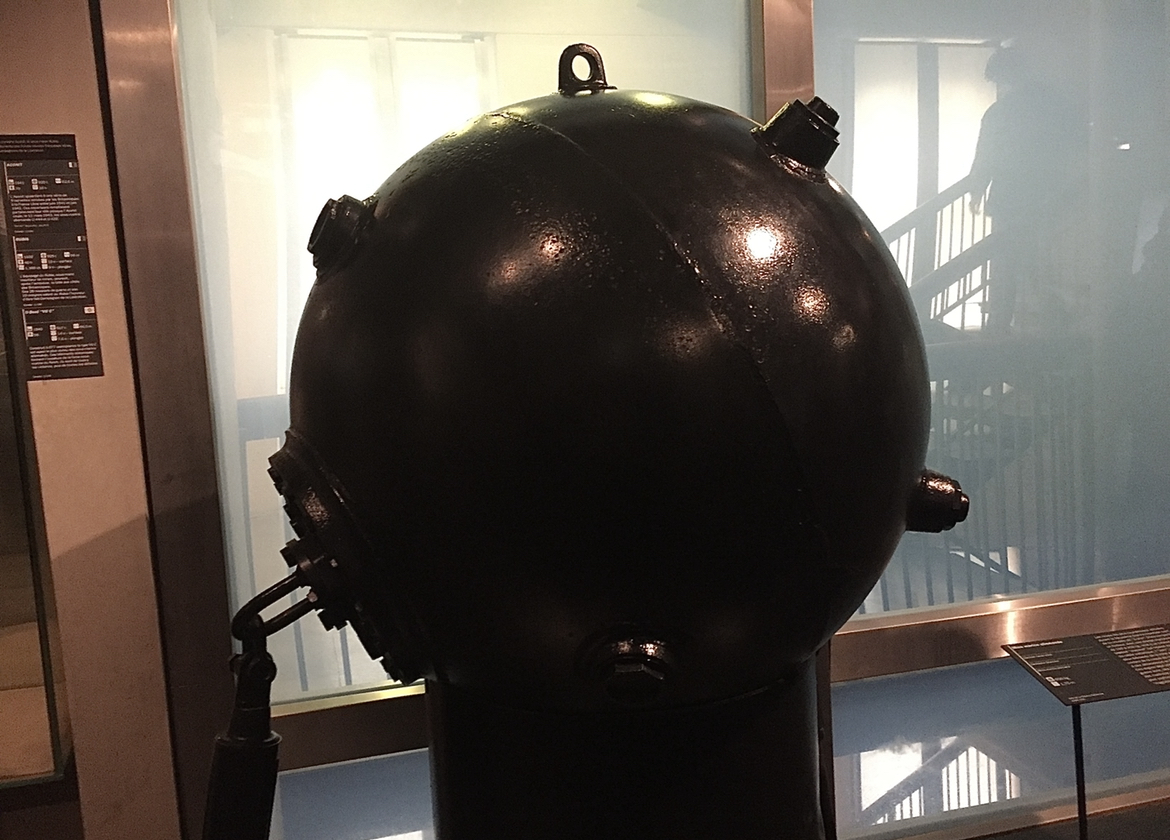
Une mine marine allemande de 1944 conservée au musée de l'Armée.

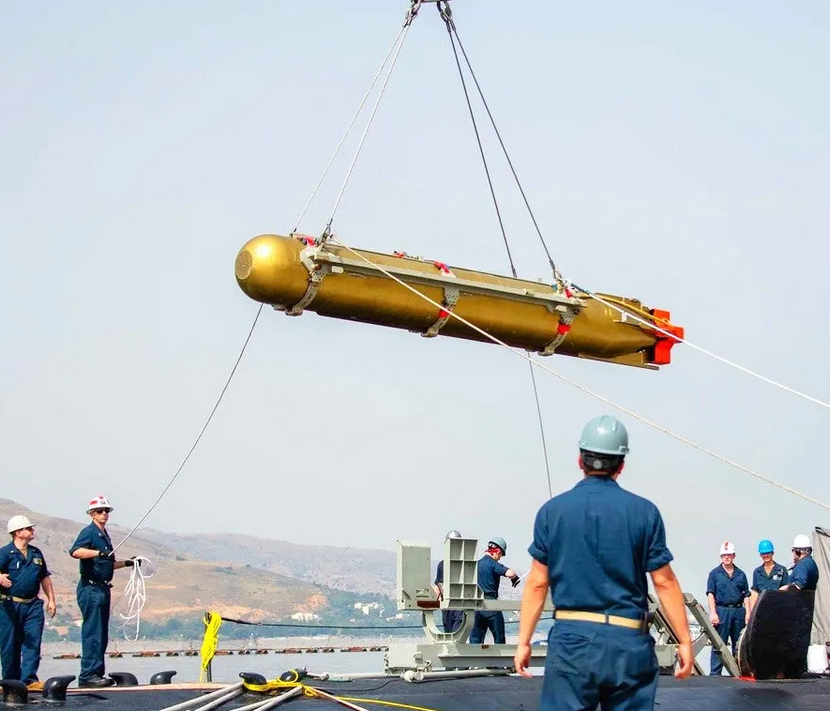
Une mine Mk 67 Submarine Launched Mobile Mines en cours d'embarquement sur un sous-marin de la classe Los Angeles dans la base navale de Crète en 2021.

Une mine marine ou mine sous-marine est une charge explosive placée en surface, au milieu de l'eau ou au fond de la mer, qui se déclenche automatiquement lorsqu'un navire de surface ou un sous-marin passe à proximité (et a fortiori au contact).

## Histoire
L'emploi d'explosifs sous-marins capables (du moins en théorie) de couler un navire remonte à la fin du XVIII° et début du XIX° siècle: On peut citer David Bushnell et son sous marin (à propulsion musculaire et dénommé la tortue) en 1776 dont l'arme était une caisse d'explosifs étanche destinée à être fixée sous la quille d'un vaisseau anglais faisant le blocus de New-York
Un peu plus tard,lors des Guerres napoléoniennes,  l'inventeur américain Robert Fulton (plus célèbre pour ses navires à vapeur ) , après avoir construit des sous marins prototypes pour Napoléon 1° ( efficaces mais sans résultats tangibles) passe dans le camp d'en face et va faire des offres de service aux anglais. Il coule à titre de démonstration une vieille corvette destinée à la démolition, la Dorothéa, à l'aide d'un tonneau rempli de poudre et pourvu d'un mécanisme détonateur. Willam Pitt et l'amirauté lui achètent son invention...et s'empressent de la cacher de peur de perdre l'avantage naval de leur flotte de surface.

Ces engins dont dénommés torpedoes (torpilles) un nom qui à cette époque désigne indifféremment les mines ancrées sur le fond, les explosifs tractés par un câble ou portées à pied d'œuvre par un sous-marin ou par une chaloupe au ras de l'eau portant sa charge explosive au bout d'un tangon.

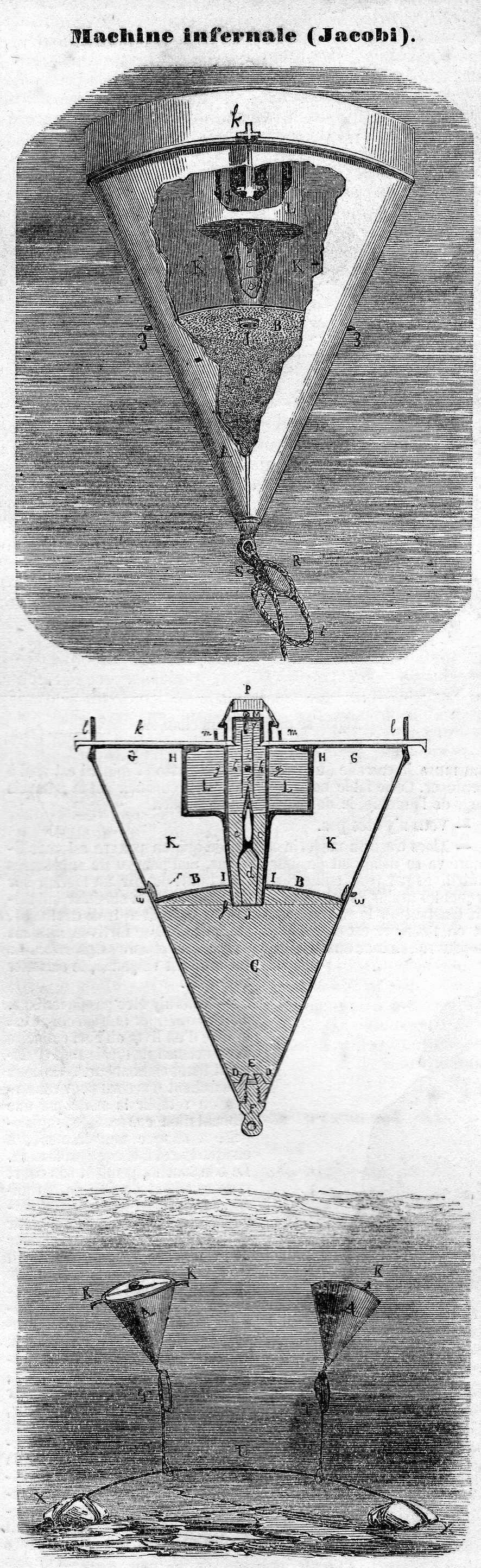
Mine à contact « Jacobi » d'origine russe utilisée lors de la guerre de Crimée. Ce modèle, d'une très faible efficacité, provoqua plus d'inquiétude que de dégâts. Image tiré de L'Illustration, no 646, juillet 1855.

La mine marine flottante moderne est une invention du physicien russe d'origine prussienne Moritz von Jacobi en 1853, dont le premier usage se fera en mer Baltique en 1854, pour défendre Kronstadt, mais le concept pourrait remonter au XIVe siècle, en Chine.
Les premières mines étaient des tonneaux de poudre devant exploser sous la surface ou en surface pour endommager la coque des navires ennemis.
Ces mines (toujours dénommées torpedoes) connurent un emploi important durant la guerre de sécession (vers 1860) , pour des opérations de blocus et de contre-blocus des ports confédérés . En particulier elles jouèrent un rôle dans la Bataille de Mobile (5 août 1864) où l'agressif amiral nordiste David C Farragut à la tête d'une importante escadre comprenant notamment des Monitors tente de forcer l'accès de la baie de Mobile (Alabama) défendue par des batteries côtières, une flotte sudiste réduite et surtout trois rangées de "torpedoes", des mines  ancrés dans les fonds de la baie (il s'agit de tonneaux étanchés au goudron, bourrés de poudre à canon, flottant entre deux eaux et munis de détonateurs à pression).
Fonçant à toute vapeur, la flotte de Farragut réussira le forçage du blocus : L'histoire a retenu les mâles paroles de Farragut : « Damn the torpedoes, full speed ahead! » (« Au diable les torpilles, en avant toute ! »), toutefois la victoire ne sera pas sans pertes : le Monitor océanique USS Tecumesh, flambant neuf, sera coulé par une mine sudiste, en trente secondes avec la perte de 94 marins dont le capitaine Craven
Samuel Colt fut le premier, en 1842, pour le compte de la Navy, à couler sur le Potomac une vieille canonnière désarmée, le Boxer, avec une mine sous-marine à mise à feu électrique (après une expérience réalisée à titre privé en 1829).
Mais il semble que la mine marine ne fut réellement efficace qu'au début du XXe siècle : une trentaine de navires sont coulés par ce type d'arme lors de la guerre russo-japonaise.

## Constitution
Une mine est constituée d'une enveloppe généralement métallique enfermant une charge explosive, le ou les dispositifs de mise de feu avec ses capteurs et combinateurs d'influence, les dispositifs d'ancrage ou de contrôle d'immersion, un dispositif de programmation de contre-mesures, de neutralisation ou de sabordage.

### Charge explosive
Une mine contient une charge explosive, souvent d'une centaine de kilogrammes de TNT.
Le TNT est insoluble dans l'eau, et il reste actif des décennies durant, ce qui rend les mines séparées de leur orin particulièrement dangereuses.

Certaines mines de fond peuvent avoir une charge explosive plus importante jusqu'à 1,5 tonne.

## Types

Types de mines navales par position : A eau, B fond, SS sous-marin. 1 mine dérivante, 2 mine rampante, 3 mine à orin, 4 mine à orin (câble court), 5 mine de fond, 6 mine de fond à torpille (CAPTOR), 7 mine ascendante.

On peut distinguer les mines :

### Selon leur position dans l'eau
- mine à orin : la mine comprend un bloc lesté, le crapaud, qui, au mouillage, largue la mine proprement dite, de flottabilité positive, au bout d'un câble (orin) à une immersion prédéterminée ;

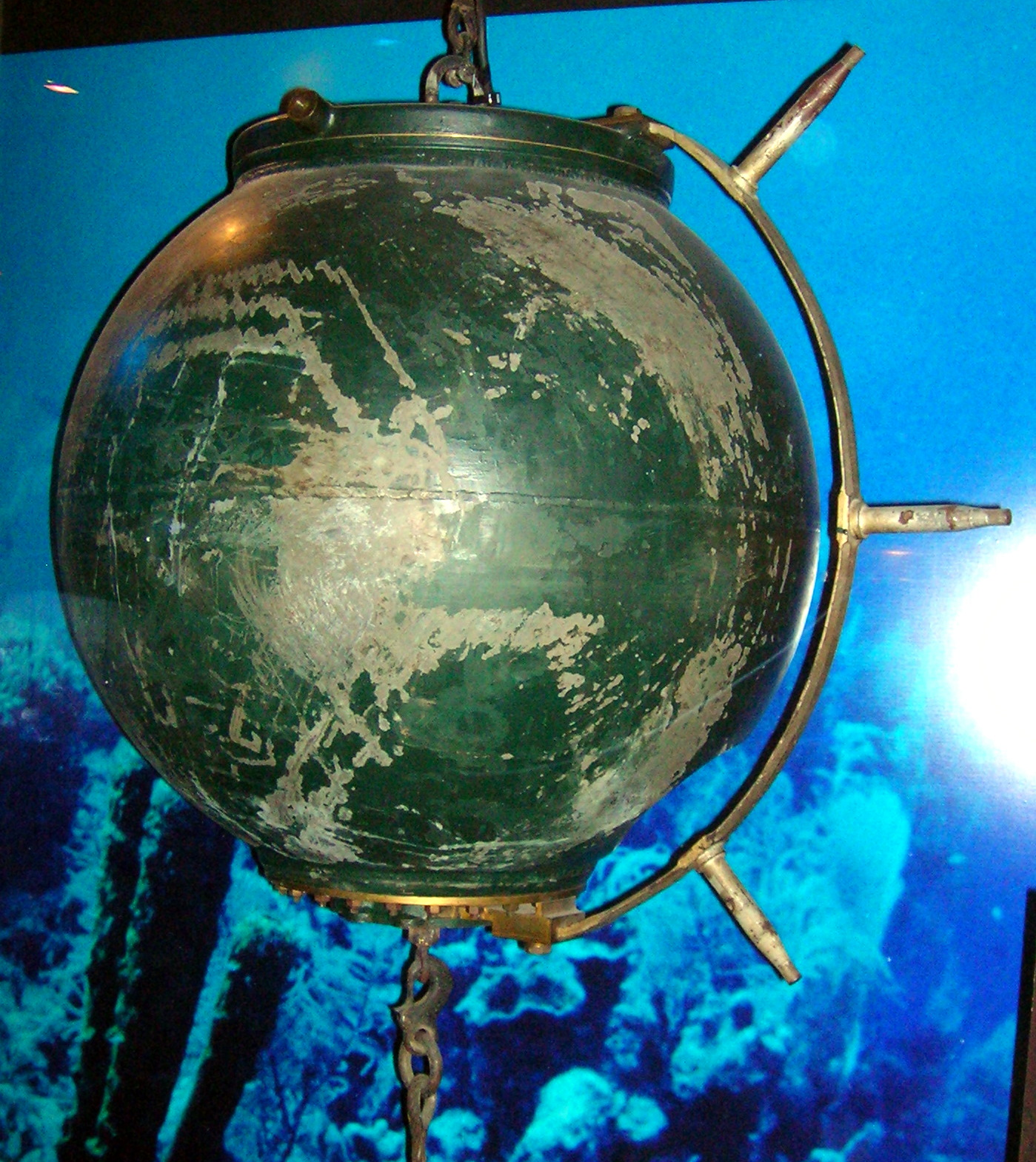
Mine à orin utilisée pendant la Première Guerre mondiale. Musée de la Marine, Paris.

- mine de fond : mine à flottabilité négative, qui est donc posée sur le fond. Certaines mines de ce type sont des capsules enfermant une torpille (mine Mark 60 CAPTOR). Les mines de fond sont utilisées par fonds inférieurs à 60 mètres contre les bâtiments de surface, ou à plus grande profondeur contre les sous-marins ;
- mine dérivante : mine flottante laissée à la dérive ;
- mine rampante : mine flottante, maintenue sous la surface par un lest, qui se déplace librement dans le courant ;
- mine ludion : mine dont l'immersion est assurée par un système de contrôle hydrostatique qui la maintient à une profondeur prédéterminée (voir Ludion).

### Selon leur dispositif de mise de feu
Bien que la plupart des mines modernes combinent simultanément, alternativement ou successivement plusieurs influences (acoustique, magnétique, pression) (mines combinées), on trouve :
- mine à contact : mine qui explose au contact. Elle est généralement équipée d'antennes ou de cornes. Les premières mines étaient des mines à contact.
- mine à influence :
  - mine magnétique : mine dont la mise à feu est activée par influence magnétique (masse métallique d'un bateau qui peut être corrigée par un circuit d'immunisation).
  - mine acoustique : mine dont la mise à feu est activée par influence acoustique (bruit des hélices et des machines). Ce type de mine comporte donc des hydrophones.
  - mine à dépression : la mise à feu est sensible à la variation de pression de l'eau causée par le passage d'un navire.

## Déminage
Le navire de guerre des mines est utilisé pour le déminage marin. Il peut s'agir de dragueurs de mines ou de chasseurs de mines.
Le dragueur de mines est un navire à faible tirant d'eau, ayant également une faible influence acoustique et électromagnétique. Celui-ci va parcourir le champ de mines en remorquant un « brin de drague » dont la composition varie selon le type de mine de la zone. Le brin de drague peut inclure :
- une drague mécanique (munie de cisaille permettant la découpe des orins pour les mines ancrées ;
- une drague acoustique (munie d'un générateur pouvant simuler les bruits de propulsion d'un navire) ;
- une drague magnétique (câble électrique parcouru par un courant continu générant un fort champ magnétique.

Le dragage ne nécessite pas de sonar spécifique.
Le chasseur de mines dispose d'un ou plusieurs sonars (détection, classification, identification) permettant de travailler à une certaine distance de l'engin. Celui-ci peut mettre en œuvre un robot sous-marin autonome, depuis la fin des années 1970 avec l'entrée en service du P-104, pour la détection / classification / identification. La neutralisation ou la destruction de l'engin peut être réalisée au moyen d'un drone ou d'une équipe de plongeur/démineur.

## Séquelles de guerre

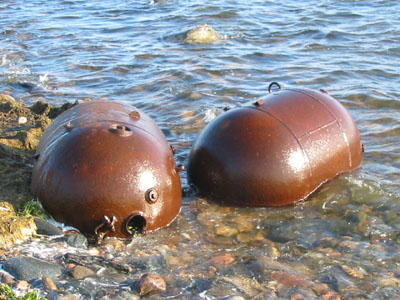
Mines échouées sur le littoral de Naissaar en Estonie.

Après les deux conflits mondiaux, plusieurs chalutiers ont explosé à cause de mines qui avaient été pêchées dans leur chalut tandis que les mines magnétiques ont provoqué la perte du Laplace en 1950.
Les mines qui se sont séparées de leur orin et ont dérivé peuvent être à l'origine d'accidents graves, soit en mer, soit sur le littoral, quand elles viennent à s'échouer sur une plage.
Elles contiennent du TNT très peu soluble dans l'eau, mais toxique dans les sols, dont on ignore le devenir à long terme dans l'écosystème marin.

### Réemploi pacifique
En Grande Bretagne plusieurs centaines de mines vidées de leur explosif ont été rétrocédées par la Navy à des institutions charitables en lien avec la mer , comme par exemple la RNLI (l'équivalent de la SNSM française , destinée à armer des canots de sauvetage) ou encore la SFMS qui prodigue assistance aux familles des marins péris en mer : Ces mines , converties en troncs , avec une fente pour y glisser des pièces de monnaie sont une institution en Grande Bretagne (un peu comme les célèbres cabines téléphoniques rouges à petites vitres) . On les trouve quasiment dans tous les ports et les stations balnéaires britanniques

## Emploi
- Barrage de mines de la mer du Nord
- Barrage du Nord